# Warlus (Pas de Calais)
Warlus és un municipi francès situat al departament del Pas de Calais i a la regió dels Alts de França. L'any 2007 tenia 364 habitants.

## Demografia

### Població
El 2007 la població de fet de Warlus era de 364 persones. Hi havia 144 famílies de les quals 36 eren unipersonals (8 homes vivint sols i 28 dones vivint soles), 44 parelles sense fills, 60 parelles amb fills i 4 famílies monoparentals amb fills.
La població ha evolucionat segons el següent gràfic:
Habitants censats

### Habitatges
El 2007 hi havia 162 habitatges, 148 eren l'habitatge principal de la família i 14 estaven desocupats. Tots els 161 habitatges eren cases. Dels 148 habitatges principals, 135 estaven ocupats pels seus propietaris, 6 estaven llogats i ocupats pels llogaters i 7 estaven cedits a títol gratuït; 1 tenia una cambra, 2 en tenien dues, 12 en tenien tres, 32 en tenien quatre i 101 en tenien cinc o més. 124 habitatges disposaven pel capbaix d'una plaça de pàrquing. A 53 habitatges hi havia un automòbil i a 77 n'hi havia dos o més.

### Piràmide de població
La piràmide de població per edats i sexe el 2009 era:
| Homes | Edats   | Dones |
| ----- | ------- | ----- |
| 0     | 95 o +  | 0     |
| 0     | 90 a 94 | 4     |
| 0     | 85 a 89 | 0     |
| 0     | 80 a 84 | 4     |
| 4     | 75 a 79 | 4     |
| 12    | 70 a 74 | 8     |
| 4     | 65 a 69 | 12    |
| 12    | 60 a 64 | 12    |
| 8     | 55 a 59 | 8     |
| 16    | 50 a 54 | 20    |
| 12    | 45 a 49 | 12    |
| 16    | 40 a 44 | 24    |
| 24    | 35 a 39 | 28    |
| 8     | 30 a 34 | 8     |
| 12    | 25 a 29 | 0     |
| 16    | 20 a 24 | 8     |
| 16    | 15 a 19 | 16    |
| 20    | 10 a 14 | 4     |
| 20    | 5 a 9   | 12    |
| 12    | 0 a 4   | 0     |

## Economia
El 2007 la població en edat de treballar era de 238 persones, 163 eren actives i 75 eren inactives. De les 163 persones actives 153 estaven ocupades (79 homes i 74 dones) i 10 estaven aturades (6 homes i 4 dones). De les 75 persones inactives 31 estaven jubilades, 28 estaven estudiant i 16 estaven classificades com a «altres inactius».

### Ingressos
El 2009 a Warlus hi havia 153 unitats fiscals que integraven 389,5 persones, la mediana anual d'ingressos fiscals per persona era de 23.063 €.

### Activitats econòmiques
Dels 12 establiments que hi havia el 2007, 4 eren d'empreses de construcció, 1 d'una empresa de comerç i reparació d'automòbils, 3 d'empreses de serveis, 2 d'entitats de l'administració pública i 2 d'empreses classificades com a «altres activitats de serveis».
Dels 5 establiments de servei als particulars que hi havia el 2009, 1 era un guixaire pintor, 1 fusteria, 1 lampisteria, 1 empresa de construcció i 1 perruqueria.
L'any 2000 a Warlus hi havia 4 explotacions agrícoles.

## Equipaments sanitaris i escolars
El 2009 hi havia una escola elemental.

## Poblacions més properes
El següent diagrama mostra les poblacions més properes.